# Nadaillac-de-Rouge
Nadaillac-de-Rouge é uma comuna francesa na região administrativa de Occitânia, no departamento de Lot. Estende-se por uma área de 7,73 km². Em 2010 a comuna tinha 166 habitantes (densidade: 21,5 hab./km²).